# USS Kearsarge (LHD-3)
USS Kearsarge (LHD-3) — третій в серії з восьми універсальних десантних кораблів типу «Восп» ВМС США.

## Назва
Корабель названий на честь військового шлюпа, який став відомий під час Громадянської війни в Америці, який в свою чергу був названий на честь гори Кірсардж в Нью-Гемпширі. Також він є п'ятим кораблем з такою назвою, але в цілому четвертий корабель в складі військово-флоту США, так як третій корабель з такою назвою був перейменований в «Hornet» (CV-12), після того, як перший «Hornet» (CV -8) був потоплений.

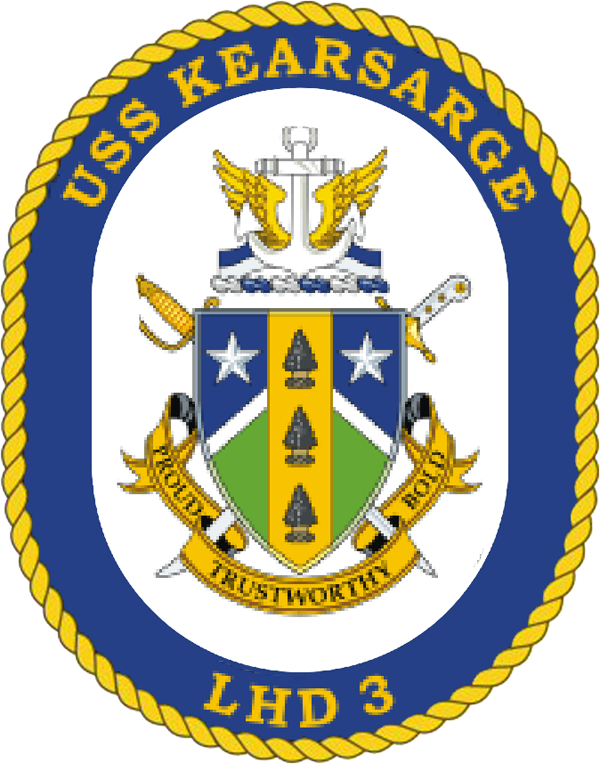
Емблема корабля

## Будівництво
Корабель був побудований найбільшою суднобудівною компанією США Ingalls Shipbuilding, яка розташована в місті Паскагула, штат Міссісіпі. Церемонія закладання кіля відбулася 06 лютого 1990 року. Спущений на воду 26 березня 1992 року, 16 травня відбулася церемонія хрещення. 16 серпня 1993 року було передано військово-морського флоту США. 16 жовтня введено в експлуатацію. 19 жовтня покинув Паскагулу (штат Міссісіпі) і 26 жовтня прибув в свій порт приписки на військово-морську базу Норфолк (штат Вірджинія).

## Бойова служба
22 березня 1995 року залишив порт приписки Норфолк для свого першого розгортання в Середземному морі, з якого повернувся 22 вересня.
15 квітня 1997 року залишив порт приписки для розгортання в зоні відповідальності 6-го флоту США, з якого повернувся 15 жовтня. Бере активну участь в операції «Noble Obelisk» — евакуації мирних жителів із охопленою громадянською війною Сьєрра-Леоне, Понад 400 американців та понад 3000 громадян третіх країн були взяті на борт та врятовані.
14 квітня 1999 року залишив порт приписки для свого третього патрулювання в Середземному морі, під час якого взяв участь в операції «Союзна сила» — військової операції блоку НАТО проти Союзної Республіки Югославія.
25 квітня 2001 року залишив порт приписки для запланованого розгортання в складі ударної групи авіаносця USS «Enterprise» (CVN 65) в Середземному морі, з якого повернувся 15 жовтня.
12 січня 2003 року залишив порт приписки Норфолк для розгортання на Близькому Сході, з якого повернувся 30 червня.
7 червня 2004 року залишив порт приписки для розгортання в зонах відповідальності 5-го і 6-го флоту США, з якого повернувся 14 серпня.
25 березня 2005 року залишив порт приписки для розгортання в зонах відповідальності 5-го і 6-го флоту США, з якого повернувся 27 вересня.
30 липня 2007 року залишив порт приписки для запланованого розгортання в зонах відповідальності 5-го і 6-го флоту США, з якого повернувся 1 лютого 2008 року.
6 серпня 2008 року залишив порт приписки для запланованого розгортання в Карибському басейні і у узбережжя Південної Америки, з якого повернувся 2 грудня.
27 серпня 2010 року залишив порт приписки для запланованого розгортання на Близькому Сході і в зоні відповідальності 6-го флоту, з якого повернувся 15 травня 2011 року.
2 березня 2011 року разом з USS  Ponce здійснив рейд до Суецького каналу у відповідь на громадянську війну в Лівії. 20 березня, штурмовики AV-8B Harrier II атакували лівійські цілі в рамках Операції «Одіссея. Світанок».
11 березня 2013 року залишив порт приписки на три дні пізніше через погану погоду для запланованого розгортання в зонах відповідальності 5-го і 6-го флоту США, з якого повернувся 7 листопада.
06 жовтня 2015 року залишив порт приписки для запланованого розгортання на Близькому Сході після триденної затримки через ураган Хоакін, з якого повернувся 3 травня 2016 року.
9 травня 2016 року корабельня Норфолк компанії BAE Systems отримала контракт вартістю 52,5 млн доларів США на проведення модернізації, яка була завершена в лютому 2017 року. З 20 по 24 березня проходив морські випробування.
31 серпня 2017 року залишив порт приписки, з 690 морськими піхотинцями на борту, для надання гуманітарної допомоги постраждалим біля узбережжя штату Техас після урагану Харві, з якого повернувся 6 листопада.
13 квітня 2018 року залишив порт приписки Норфолк і відправився в Новий Орлеан (штат Луїзіана) для участі в щорічному військовому тижні, який проходив з 19 по 25 квітня.
В кінці 2019 року став на ремонт на верфі General Dynamics в Норфолку. 22 липня 2020 року зупинений ремонт після незначного загоряння на його борту. Незважаючи на те що загоряння було незначним і було швидко погашено, командування американського флоту має намір розслідувати всі обставини інциденту, оскільки тиждень тому при схожих обставинах ледь не згорів УДК Bonhomme Richard (LHD-6).
20 серпня 2021 року повернувся на військово-морську базу Норфолк після завершення великомасштабних навчань (LSE) 2021 і багатоденних кваліфікаційних десантних висадок (DLQ) які проходили разом з авіаційними підрозділами армії, флоту та морської піхоти США.
В травні USS Kearsarge брав участь у навчаннях BALTOPS 22.
21 Серпня 2022 року зайшов до порту Клайпеди в Литві. Про це повідомили у Посольстві США у Вільнюсі. Зазначили, що це найбільший американський корабель, який відвідав Литву.